# Vallirana
Vallirana ist ein katalanisches Dorf in der Provinz Barcelona im Nordosten Spaniens. Sie liegt in der Comarca Baix Llobregat.